# Casa Lircunlauta
La Casa Patronal del Fundo de Lircunlauta (o de Nilcunlauta) es un antigua casa patronal ubicada en la ciudad chilena de San Fernando, provincia de Colchagua. Fue declarado monumento histórico nacional por el Consejo de Monumentos Nacionales el año 1981 mediante el Decreto N° 71. Actualmente, el sector sur de la construcción, alberga a la Ilustre Municipalidad de San Fernando y al Museo de Lircunlauta.

## Historia
La Casa Patronal del Fundo de Lircunlauta, es una antigua casa patronal levantada a mediados del siglo XVIII en los terrenos pertenecientes a la Hacienda Nilcunlauta. Se ubica en la ciudad de San Fernando, en la intersección de las calles Juan Jiménez y Av. Manso de Velasco. 
Originalmente construido con fines residenciales, esta hacienda perteneció a don Juan Jiménez de León y Mendoza junto a su cónyuge, doña María Morales de Albornoz, quienes en 1739 donaron 450 cuadras contiguas a la propiedad a la Corona Española para que se instale allí una villa. Dicha empresa correspondió concretarla al gobernador José Manso de Velasco que, el 17 de mayo de 1742, funda la ciudad de San Fernando de Tinguiririca.

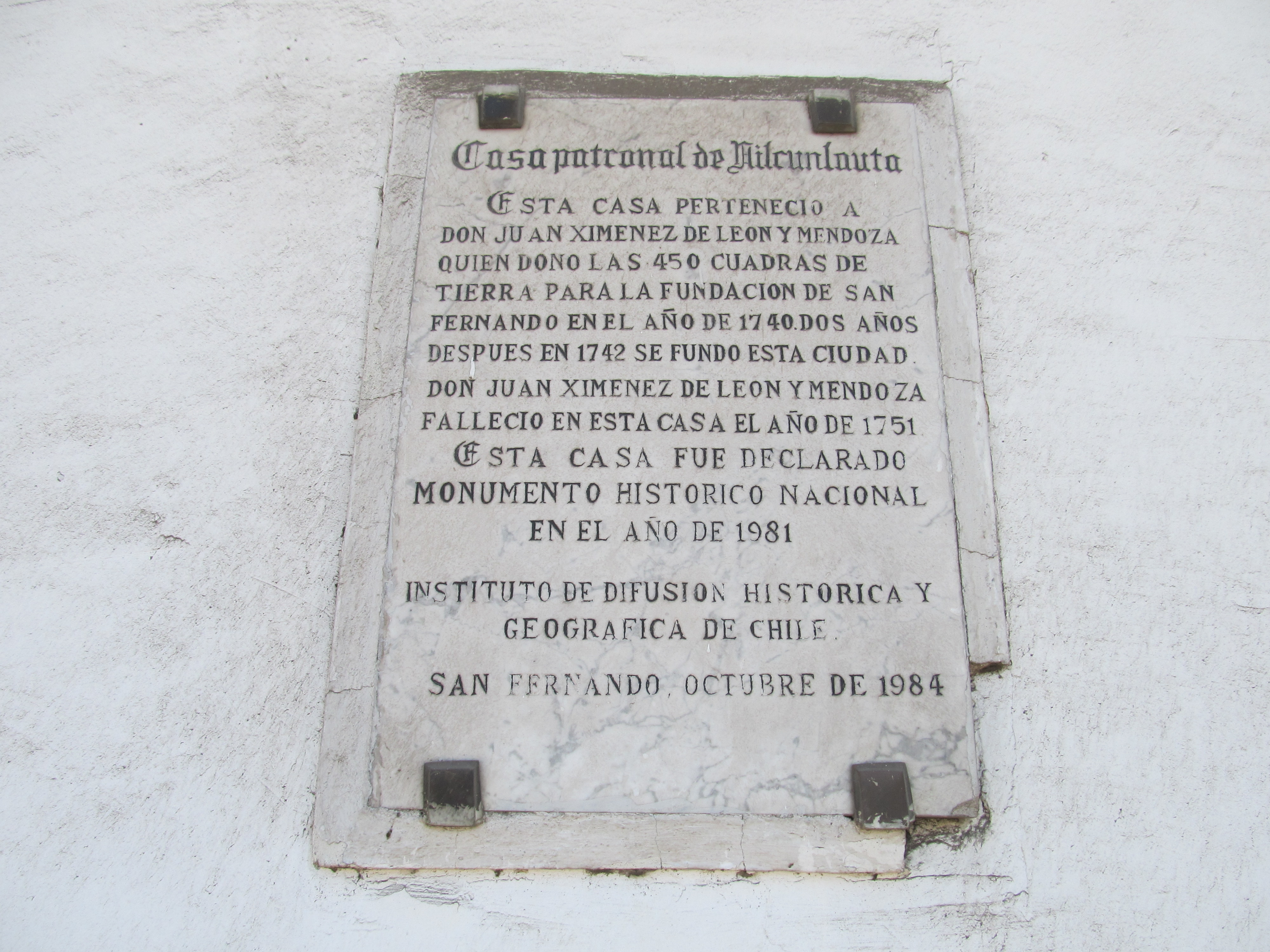
Placa que consigna una breve reseña histórica de la construcción.

### Monumento histórico
Por su antigüedad y valor en cuanto a la fundación de la ciudad de San Fernando, el CMN declaró el inmueble Monumento Histórico en 1981 a través del Decreto Nº 71. Posteriormente, en los Decretos Nº 2560 (1982) y Nº 82 (1983) se precisan los límites exteriores del inmueble, los cuales quedan fijados al Oriente desde la calle Juan Jiménez, que sirve de límite desde el muro posterior de las cocheras hasta el portón del patio de las bodegas; por el Sur, una línea que pasa por el muro posterior de las cocheras y que une la calle de Juan Jiménez a un seto verde, en una longitud de 60 m; por el Poniente, la línea del seto verde desde su intersección con el límite sur hasta las bodegas del asentamiento de Nilcunlauta; y por el Norte, las bodegas del asentamiento situadas al sur del patio de las bodegas, desde la línea del límite poniente a la línea del límite oriente.

## Arquitectura
Esta casona, de arquitectura tipo colonial, consta de un núcleo central que encierra un gran patio rodeado de corredores y un patio posterior abierto en forma de "U". Contiguo hacia el norte de la propiedad se ubican las bodegas y el patio de labores.
Su fachada principal se presenta como un solo y largo cuerpo horizontal de un piso, donde sobresale un volumen arquitectónico de dos niveles atravesado por un zaguán de ingreso. La propiedad descansa sobre cimientos de piedra bolón y sobrecocimiento de albañilería de ladrillo en aparejo de 0,70 m de espesor y 0,60 m de alto. La techumbre es soportada por madera de roble, mismo material que exhiben los pilares del corredor. Sobre las vigas del tejado se ubican tejas de arcilla hechas a mano como es característico en los inmuebles de esta época.
En la actualidad el inmueble está dividido en dos sectores. El sector norte de la propiedad con una superficie de 1850 mt², es de dominio particular y está destinado a bodegas. El sector sur con una superficie de 4.56 mt², pertenece a la Ilustre Municipalidad de San Fernando y alberga al Museo de Lircunlauta.

## Museo Lircunlauta

### Reseña histórica

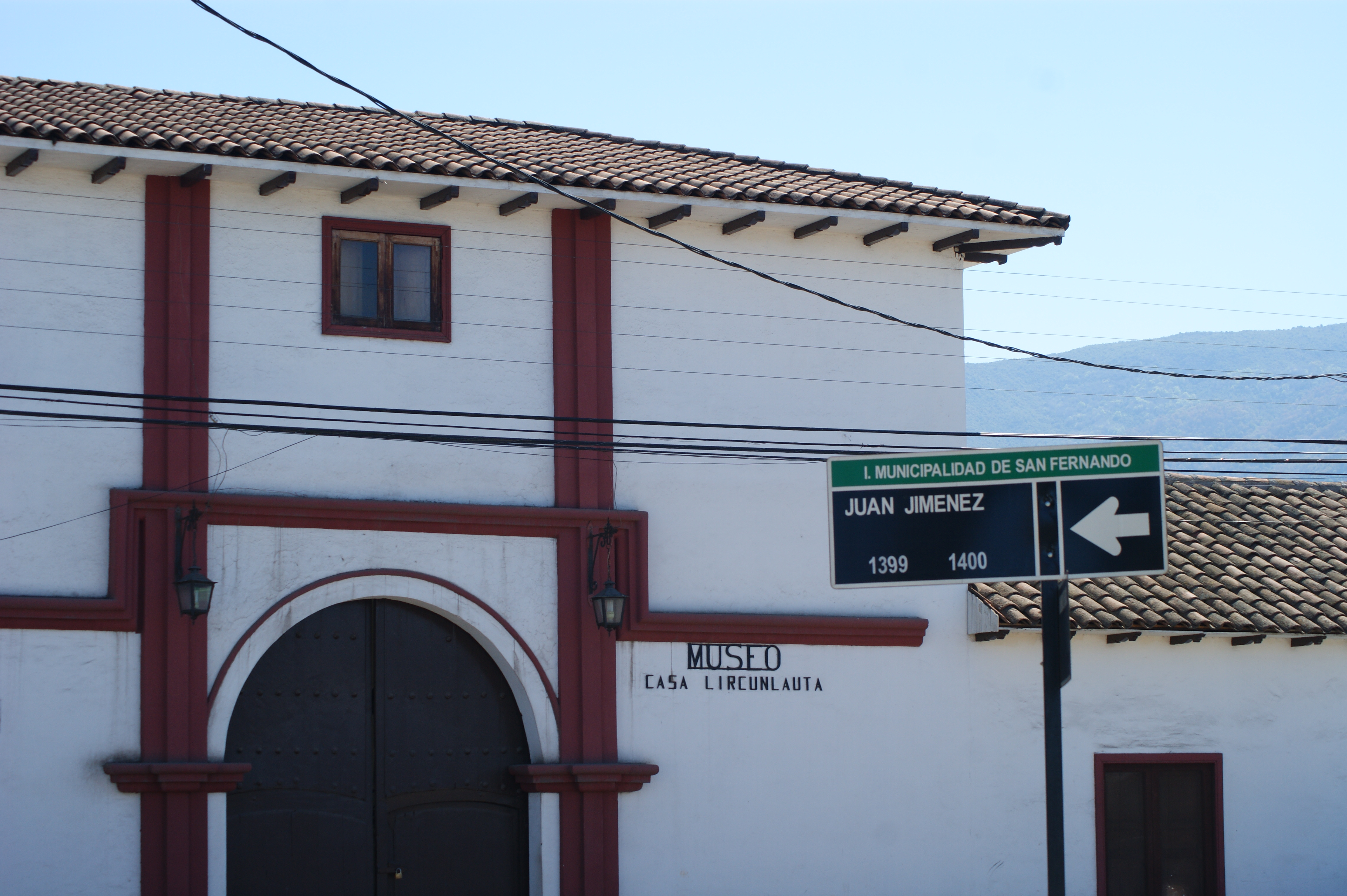
Acceso principal al Museo de Lircunlauta

En 1977 nace el Grupo Pro Museo, conformado por un grupo de ciudadanos sanfernandinos ligados a los más variados ámbitos profesionales, con la finalidad de rescatar y conservar parte importante del conjunto de bienes culturales, muebles e inmuebles que tenían relación con la historia de la Provincia de Colchagua y San Fernando en específico, siendo su primer objetivo, la creación y fundación de un Museo en la ciudad de San Fernando. Posteriormente, en 1996, ya conocidos como Centro Cultural Museo Lircunlauta, abren el Museo de Lircunlauta en forma definitiva y permanente a la comunidad.
Actualmente la institución es administrada por la Municipalidad de San Fernando, y se encuentra protegida por Ley 17.288 de Consejo de Monumentos Nacionales. La Casa Fundacional Lircunlauta, resguarda una importante y significativa colección museológica, gestionada por años por destacados sanfernandinos.

### Colección
Las temáticas principales que abarca corresponden a las área de arqueología, antropología, etnografía, arte e historia, de ellas se destacan las colecciones:
- Dibujos al carboncillo del maestro Alberto Valenzuela Llanos
- Diez grabados de Pedro Lobos
- Paleontológica y arqueológica
- Aperos de huaso y cultura campesina
- Ferrocarril, compuesta por objetos y documentos
- Objetos del siglo XX
- Objetos tecnológicos

Además, posee una colección de Documentos y Actas del siglo XIX, y conserva archivos para la investigación de la memoria local, como:
- Archivo de prensa con el accidente de los uruguayos

- Archivo con documentos sobre la arquitectura de Casa Lircunlauta
- Archivo monumentos históricos de la ciudad de San Fernando